# Jessie
Jessie (viết theo định dạng là JESSIE) là một loạt hài kịch tình huống (Sitcom) dành cho lứa tuổi trẻ em và thiếu niên ra mắt ngày 30 tháng 9 năm 2011 trên kênh Disney Channel. Bộ phim được tạo ra và điều hành sản xuất bởi Pamela Eells O'Connell và có sự tham gia của Debby Ryan vai Jessie Prescott, một cô gái tỉnh lẻ ở Texas chuyển vào sống ở New York và trở thành bảo mẫu của 4 đứa con của một gia đình giàu có. Các diễn viên khác tham gia vai các đứa con bao gồm Peyton List, Cameron Boyce, Karan Brar và Skai Jackson. Vào tháng Ba ngày 11 năm 2012, Disney công bố rằng Jessie sẽ tiếp tục được làm phần (hay mùa) 2 và một bộ phim truyền hình dựa trên phim này đang được phát triển. Phần (hay mùa) 2 bấm máy ngày 9 tháng 7 năm 2012. và ra mắt ngày 5 tháng 10 năm 2012.
Ngày 28 tháng 3 năm 2013, phần 3 hay mùa 3 được quyết định cho sản xuất và sẽ phát sóng bắt đầu từ ngày 5 tháng 10 năm 2013.

## Cốt truyện
Jessie Prescott, một cô gái tỉnh lẻ ở Texas sống trong một căn cứ quân sự ở vùng nông thôn Hoa Kỳ. Vì không hợp với người cha là một Trung sĩ Hải Quân khó tính, Jessie chuyển đến New York để thực hiện ước mơ của cô là trở thành ngôi sao, nhưng với một biến cố bất ngờ của cuối cùng lại trở thành một người trông trẻ cho gia đình nhà Ross giàu có gồm: Morgan và Christina, và bốn đứa con của họ: Emma, Luke, Ravi và Zuri, cùng với con vật nuôi (và là bạn đồng hành của Ravi) Mr. Kipling, một con thằn lằn bảy chân. Hỗ trợ của cô là Bertram, quản gia lười biếng và cáu kỉnh của gia đình Ross, và Tony, người gác cổng 20 tuổi của tòa nhà mà họ sống.

## Diễn viên và nhân vật

### Các nhân vật chính
- Jessie Prescott[13] (Debby Ryan), một cô gái tháo vát sống trong một căn cứ quân sự ở vùng nông thôn Hoa Kỳ. Vì không hợp với người cha là một Trung sĩ Hải Quân khó tính, Jessie chuyển đến New York để thực hiện ước mơ của cô là trở thành ngôi sao, nhưng với một biến cố bất ngờ của cuối cùng lại trở thành một người trông trẻ cho bốn đứa con nhà Ross. Mặc dù Jessie đôi khi khó chịu với những đứa trẻ nhà Ross, cô cũng vẫn yêu thương bất chấp những trò quậy của chúng. Trong tập phim "Cattle Calls and Scary Walls" và "Teacher's Pest" tên họ của cô được tiết lộ là Prescott. Cô đề cập đến cha của mình trong nhiều tập phim. Trong tập phim Make New Friends But Hide The Old, cô tiết lộ rằng cô là con một.[5][9][10][11][12][14] Jessie không có giọng đặc trưng dù tới từ Texas.
- Emma Ross (Peyton List), là một cô gái có tài, hơi đãng trí, và hay hoài nghi, luôn háo hức thay đổi thế giới. Emma là chị cả và là con ruột duy nhất của gia đình Ross. Trong phần 1,Emma thường chơi với Zuri, và ghét cậu em Luke.[5][9][10][11][15] Trong phần 2, Emma lấy tên Kitty Couture, để thực hiện các vlog về thời trang trên mạng và bắt đầu gần gũi với Luke hơn.
- Luke Ross (Cameron Boyce),một cậu bé khéo léo đến từ Detroit. Cậu thích chơi game, nhảy break-dance, hay quậy và đôi khi thích mỉa mai người khác. Cậu ở bẩn kinh khủng khiến cả nhà phải sợ. Luke là đứa lớn thứ nhì trong nhà Ross. Trong tập The Kid Whisperer có nhắc đến tên thật của cậu là Lucas. Trong phần 1, cậu dành nhiều thời gian chơi với Ravi, và có quan hệ bạn - thù lẫn lộn với Bertram. Dù không hợp với Emma, cậu cố chung sống với chị theo nhiều cách. Ngoài ra cũng hiếm khi thấy Luke xuất hiện với Zuri trừ phi chúng đang bàn tính mấy chuyện "mờ ám", nhưng Zuri hay bỏ Luke tự xử lý khi có chuyện. Trong tập "Gotcha Day", Luke khẳng định mình tới từ Kripton (một trò đùa của bố cậu hồi nhỏ) nhưng vẫn biết rằng mình thật sự tới từ đâu.[5][9][10][11][16]
- Ravi K. Ross (Karan Brar), một cậu bé thông minh và nho nhã từ Ấn Độ và là con nuôi mới nhất của nhà Ross. Cậu thấm nhuần văn hóa của quê hương yêu dấu của mình, nhưng rất mãn nguyện với cuộc sống mới ở Mỹ. Cậu là người trẻ thứ hai của nhà Ross. Trong mùa 1, Ravi thường chơi với Luke, nhưng rất quý các chị. Trong tập "Creepy Connie's Curtain Call", cậu bắt đầu hẹn hò Creepy Connie. Do lỗi đánh máy trên giấy tờ, ông bà Ross khi nhận nuôi Ravi tưởng rằng cậu 1 tuổi trong khi thật sự đã 11 tuổi. Cậu thường chơi với Mr. Kipling, con thằn lằn rất to cậu mang từ Ấn Độ sang.[5][9][10][11][17]
- Zuri Zenobia Ross (Skai Jackson), một cô bé rất sáng tạo (với một thiên hướng cho cầu vồng, kỳ lân, nàng tiên cá, và âm nhạc Country, đặc biệt là Rascal Flatts, Reba, và Carrie Underwood) và có nhiều thú nhồi bông và người bạn tưởng tượng. Zuri hiện đang là đứa con trẻ nhất. Trong phần 1, Zuri có quan hệ gần gũi Jessie và Emma, mặc dù cũng thích các anh trai. Zuri ít dành thời gian với Luke. Trong tập "Cattle Calls and Scary Walls", cha đỡ đầu của Zuri được tiết lộ là Johnny Depp. Trong tập "The Secret Life of Mr. Kipling", Bertram nhắc tới tên lót của Zuri: Zenobia. Trong tập "All the Knight Moves", Jessie nhận ra rằng Zuri là một thần đồng cờ vua.
- Bertram (Kevin Chamberlin), người quản gia cáu kỉnh và thường xuyên lười biếng của gia đình Ross,  miễn cưỡng giúp Jessie điều hướng công việc của cô như vú em cho bốn đứa con nhà Ross. Trong tập "The Kid Whisperer", thoí nghiện tích trữ của ông được tiết lộ. Trong tập "Tempest in a Teacup", Bertram tỏ ra mắc bệnh sợ phòng kín. Ông cũng có một niềm đam mê cho âm nhạc opera. Mặc dù những đứa trẻ nhà Ross làm ông rất khó chịu, ông rất quan tâm đến chúng. Trong tập phim "One Day Wonders", được tiết lộ rằng tên họ của ông là Winkle. Nó được hiển thị trên trang xã hội của ông.[5][9][10][11][18] Thói lười biếng của ông đặc trưng bởi động tay giơ tay quơ quào một các uể oải và nói "It's too far" mỗi khi bị gọi đi làm hay lấy cái gì dù nó rất gần.
- Mr. Kipling, về sau là Mrs. Kipling,[note 1] (Frank) là vật nuôi của gia đình nhà Ross của, một con thằn lằn nước châu Á dài bảy feet mà Ravi mang về từ Ấn Độ khi đến Mỹ. Trong tập "The Secret Life of Mr. Kipling", mọi người phát hiện Kipling là con cái chứ không phải con đực khi nó đẻ 12 trứng.[5][9][10][11][20] Tên các thằn lằn con của Mrs. Kipling là Mowgli, Sanjay, Gupta, Slumdog, Kumar, Ravi Junior, Scooter, Rikki, Tikki, Tavi, Mohandas, và Padma.

## Giải thưởng
| Năm  | Tên giải           | Hạng mục                                              | Đề cử      | Kết quả   | Chú thích |
| ---- | ------------------ | ----------------------------------------------------- | ---------- | --------- | --------- |
| 2012 | Young Artist Award | Diễn viên nam phụ trẻ tuổi phim truyền hình xuất sắc. | Karan Brar | Đoạt giải | [ 21 ]    |
| 2012 | Popstar Awards     | Diễn viên nữ phim truyền hình xuất sắc.               | Debby Ryan | Đoạt giải | [ 22 ]    |
| 2013 | Young Artist Award | Diễn viên nam phụ trẻ tuổi phim truyền hình xuất sắc. | Karan Brar | Đề cử     | [ 23 ]    |
| 2013 | BAFTA Awards       | Bình chọn của trẻ em - thể loại truyền hình           | Jessie     | Đoạt giải | [ 24 ]    |

## Phát hành
Tập phim đầu tiên của Jessie được phát hành dưới dạng tải về miễn phí qua iTunes Store một tuần trước khi ra mắt trên Disney Channel. Ra mắt chính thức trên kênh Disney vào ngày 30 Tháng Chín năm 2011, bộ phim đã trở thành phim có phần ra mắt được xem nhiều nhất của mạng lưới truyền hình này vào ngày thứ sáu kể từ tháng 9 năm 2008, khi The Suite Life on Deck ra mắt. Buổi ra mắt của Jessie xếp hạng là thứ một trong các chương trình truyền hình vào lúc 9 giờ với tổng số 4,6 triệu người xem trong tổng số đối tượng khán giả phim nhắm tới, ghi được 2,3 triệu người xem đối với các em 6-11 tuổi và 1,8 triệu người xem trong 9-14, với trung bình 887.000 người xem trong số người lớn từ 18-49 tuổi. Tập phim được xem nhiều nhất của Jessie là "Star Wars" với 7,32 triệu người xem. Tập "Quitting Cold Koala" có ít lượt xem nhất với 2,24 triệu người xem do phải hủy chiếu vì các vấn đề trong kịch bản. Về sau nhiều phần tấu hài trong tập này bị cắt.
Bộ phim bắt đầu phát sóng trên Disney XD vào 28 tháng 6 năm 2013 không theo thứ tự tập phim. Bộ phim hiện nay có hai mạng lưới phát sóng tại Mỹ.